# باشگاه فوتبال رامزبوتوم یونایتد
باشگاه فوتبال رامزبوتوم یونایتد (به انگلیسی: Ramsbottom United Football Club) یک باشگاه فوتبال در شهر رامزبوتوم ، کشور انگلستان است که در سال ۱۹۶۶ میلادی تأسیس شده‌است.